# 女巫 (2015年電影)
《女巫》（英語：The Witch，或記作；而副標題為）是一部2015年美國和加拿大合拍的歷史超自然恐怖片，為羅柏·艾格斯執導和編劇，這也是他第一部執導的電影。由安雅·泰勒-喬伊、拉爾夫·伊尼森、凱特·迪克、哈维·斯克林肖、艾莉·格兰杰與卢卡斯·道森主演。
《女巫》2015年1月22日在2015年日舞影展上首映，在美國由A24發行於2016年2月19日上映。電影贏得了正面好評和成功的票房。

## 劇情
故事敘述一個移民至新英格蘭的清教徒家庭居住在森林中，但傳說這森林遭到了邪惡勢力掌控著，而使得該家庭接二連三遭遇到離奇的事件與厄運⋯⋯

## 演員
- 安雅·泰勒-喬伊 飾 湯瑪辛
- 拉爾夫·伊尼森 飾 威廉
- 凱特·迪克（英语：Kate Dickie） 飾 凱瑟琳
- 哈维·斯克林肖 飾 卡列柏
- 艾莉·格兰杰 飾 梅西
- 卢卡斯·道森 飾 喬納森
- 朱利安·瑞秦（英语：Julian Richings） 飾 地方官員
- 芭丝谢芭·加内特 飾 女巫
- 莎拉·史蒂芬斯（英语：Sarah Stephens） 飾 年輕的女巫
- 查理 飾 黑羊 菲利浦[6]（山羊型態）
- 瓦哈卜·乔杜里 飾 惡魔 菲利浦（聲演，人類型態）
- 阿克斯顿·亨利·杜贝 飾 山姆

## 發展
這部電影由於導演羅柏·艾格斯童年時對巫術相當著迷。在不成功的拍攝「太奇怪」、「太模糊」的電影後，艾格斯意識到他必須製作一個更傳統的電影。他在「問與答」上說「如果我要做一部類型式的電影，它必須是個人式的電影，而且要非常的好。」製作團隊廣泛於英國與美國博物館，與17世紀農業專家提供諮詢英語合作。
艾格斯想要拍攝新英格蘭的取景照，但是缺乏稅額，他不得不適應加拿大。事實證明這對艾格斯有一大個問題，因為他找不到該國家的森林環境拍攝。他不得不離開地圖地標尋找到了一個偏遠極端的地點（位於安大略省的Kiosk）；艾格斯說「最近的小鎮「Hampshire」看起來像大都市。」
為了給予電影真正的感覺，艾格斯為了拍攝室內的自然光源唯一的燈光只有蠟燭。艾格斯還選擇了「VVitch」作為電影的標題與海報，他表示，發現這個拼寫出現在一本詹姆士一世時期的小說，以及其他期刊。

## 迴響

### 評價
《女巫》獲得了正面好評。爛番茄基於259條評論，持有91%的新鮮度，平均得分為7.8/10。Metacritic得分高達83。據CinemaScore調查，觀眾的反應在A+至F間落在「C-」，這與影評人的反應有所落差，相當兩極化。
恐怖作家史蒂芬·金和布萊恩·凱尼都對這部電影做出了正面的評價，金說「《女巫》嚇死我了。這是一部真正的電影，緊張而發人深省，內心深處。」 而凱尼在社交媒體上表示「《女巫》是一部華麗，深思熟慮，可怕的恐怖電影，90％與你們一起在影院的人都太愚蠢無法理解。」 傑森·科夫曼對那些覺得《女巫》無聊的觀眾表達了沮喪。

### 票房
《女巫》在美國和加拿大的票房總計2510萬美元，其他地區為1530萬美元，全球最終總額為4040萬美元。
在北美，專家預估《女巫》於首週末能從兩千零四十六間戲院中獲得500萬至700萬美元的票房，同週競爭的電影還有《復活之謎》（預計值為700萬至1200萬美元）與《奔跑吧，人生》（預計值為400萬至700萬美元）。《女巫》在上映的當天獲得了330萬美元，首週末總額880萬美元，位居當週票房排名第四；該週的前三名為《惡棍英雄：死侍》（5650萬美元）、《功夫熊貓3》（1250萬美元）和《復活之謎》（1180萬美元）。

### 宗教
《Polygon》的茱莉亞·亞歷山大說「《女巫》中要求人們嘗試與理解在生活中一個虔誠的基督徒生活在孤獨的家庭生活將是什麼樣的感覺，他們違背聖經的話可能會發生可怕的事情。」在《大西洋》的愛麗莎·威爾金說在日舞影展中《女巫》與《耶穌重生路》和《唐瓦爾迪安》、《麥可-我的直男前男友》揭示了「宗教複興」，並描述《女巫》：「一個寒冷的日子大約1600年，惡魔拜訪一個虔誠家庭的故事」。Eve Tushnet在《TAC》中的一篇文章中發表了評論，該文章發表在「第一件事」中，描述巫婆對巫術的觀點是「並非修正的主義者」，並進一步指出，這部電影是「被上帝的恐懼瀰漫」。

### 榮譽和獎項
| 獎項和提名清單         | 獎項和提名清單 | 獎項和提名清單            | 獎項和提名清單                                         | 獎項和提名清單 | 獎項和提名清單 |
| 獎                     | 頒獎日期       | 類別                      | 提名                                                   | 結果           | 參考           |
| ---------------------- | -------------- | ------------------------- | ------------------------------------------------------ | -------------- | -------------- |
| 奥斯汀影评人协会       | 2016年12月28日 | 最佳首作                  | 女巫                                                   | 獲獎           | [ 18 ] [ 19 ]  |
| 奥斯汀影评人协会       | 2016年12月28日 | 突破表現                  | 安雅·泰勒-喬伊                                         | 提名           | [ 18 ] [ 19 ]  |
| 波士頓影評人協會       | 2016年12月11日 | 最佳新人導演              | 羅柏·艾格斯                                            | 獲獎           | [ 20 ]         |
| 布蘭姆·史托克獎        | 2017年4月29日  | 最佳劇本                  | 羅柏·艾格斯                                            | 獲獎           | [ 21 ]         |
| 芝加哥影评人协会       | 2016年12月15日 | 最佳藝術指導              | 女巫                                                   | 提名           | [ 22 ]         |
| 芝加哥影评人协会       | 2016年12月15日 | 最有前途電影導演          | 羅柏·艾格斯                                            | 獲獎           | [ 22 ]         |
| 评论家选择电影奖       | 2016年12月11日 | 最佳科幻/恐怖電影         | 女巫                                                   | 提名           | [ 23 ]         |
| 帝國獎                 | 2017年3月19日  | 最佳恐怖                  | 女巫                                                   | 獲獎           | [ 24 ]         |
| 帝國獎                 | 2017年3月19日  | 最佳女性新人              | 安雅·泰勒-喬伊                                         | 獲獎           | [ 24 ]         |
| Fangoria電鋸獎殺戮電影 | 2017年10月2日  | 最佳電影                  | 女巫                                                   | 獲獎           | [ 26 ]         |
| Fangoria電鋸獎殺戮電影 | 2017年10月2日  | 最佳女主角                | 安雅·泰勒-喬伊                                         | 獲獎           | [ 26 ]         |
| Fangoria電鋸獎殺戮電影 | 2017年10月2日  | 最佳男配角                | 拉爾夫·尹愛森                                          | 提名           | [ 26 ]         |
| Fangoria電鋸獎殺戮電影 | 2017年10月2日  | 最佳音樂                  | 馬克·科文                                              | 提名           | [ 26 ]         |
| 金番茄獎               | 2017年1月12日  | 最佳恐怖電影2016          | 女巫                                                   | 獲獎           | [ 27 ]         |
| 金預告獎               | 2016年5月4日   | 最佳恐怖                  | "家庭"                                                 | 獲獎           | [ 28 ]         |
| 金預告獎               | 2016年5月4日   | 最佳恐怖電視節目          | "生活"                                                 | 提名           | [ 28 ]         |
| 金預告獎               | 2016年5月4日   | 電視廣告中的最佳聲音編輯  | "妄想狂"                                               | 獲獎           | [ 28 ]         |
| 哥譚獨立電影獎         | 2016年11月28日 | 突破演員                  | 安雅·泰勒-喬伊                                         | 獲獎           | [ 29 ]         |
| 哥譚獨立電影獎         | 2016年11月28日 | 突破導演獎                | 羅柏·艾格斯                                            | 提名           | [ 29 ]         |
| 獨立精神獎             | 2017年2月25日  | 最佳第一劇本              | 羅柏·艾格斯                                            | 獲獎           | [ 30 ]         |
| 獨立精神獎             | 2017年2月25日  | 最佳處女作                | 女巫                                                   | 獲獎           | [ 30 ]         |
| 伦敦影评人协会         | 2017年1月22日  | 年度英國/愛爾蘭年度表演者 | 安雅·泰勒-喬伊 (另兩部其主演電影也獲提名 魔詭 與 分裂) | 提名           | [ 31 ]         |
| 倫敦影展               | 2015年10月18日 | 薩瑟蘭獎                  | 羅柏·艾格斯                                            | 獲獎           | [ 32 ]         |
| 纽约在线影评人协会     | 2016年12月11日 | 最佳新導演                | 羅柏·艾格斯                                            | 獲獎           | [ 33 ]         |
| 在线影评人协会         | 2017年1月3日   | 最佳影片                  | 女巫                                                   | 提名           | [ 34 ]         |
| 聖地牙哥影評人協會     | 2016年12月12日 | 突破演員                  | 安雅·泰勒-喬伊                                         | 提名           | [ 35 ] [ 36 ]  |
| 旧金山影评人协会       | 2016年12月11日 | 最佳艺术指导              | 克雷格·拉思羅普                                        | 提名           | [ 37 ] [ 38 ]  |
| 土星獎                 | 2017年6月28日  | 最佳恐怖片                | 女巫                                                   | 提名           | [ 39 ]         |
| 土星獎                 | 2017年6月28日  | 最佳年輕演員              | 安雅·泰勒-喬伊                                         | 提名           | [ 39 ]         |
| 西雅圖影評人協會       | 2017年1月5日   | 年度最佳影片              | 女巫                                                   | 提名           | [ 40 ] [ 41 ]  |
| 西雅圖影評人協會       | 2017年1月5日   | 最佳導演                  | 羅柏·艾格斯                                            | 提名           | [ 40 ] [ 41 ]  |
| 西雅圖影評人協會       | 2017年1月5日   | 最佳攝影                  | 傑林布萊什克                                           | 提名           | [ 40 ] [ 41 ]  |
| 西雅圖影評人協會       | 2017年1月5日   | 最佳服裝設計              | 琳達·繆爾                                              | 提名           | [ 40 ] [ 41 ]  |
| 西雅圖影評人協會       | 2017年1月5日   | 最佳新人                  | 安雅·泰勒-喬伊                                         | 獲獎           | [ 40 ] [ 41 ]  |
| 西雅圖影評人協會       | 2017年1月5日   | 最佳新人                  | 哈维·斯克林肖                                          | 提名           | [ 40 ] [ 41 ]  |
| 西雅圖影評人協會       | 2017年1月5日   | 最佳反派                  | 查理和瓦哈卜·乔杜里 (黑菲利普)                         | 提名           | [ 40 ] [ 41 ]  |
| 圣路易斯影评人协会     | 2016年12月18日 | 最佳恐怖/科幻電影         | 女巫                                                   | 獲獎           | [ 42 ]         |
| 圣丹斯电影节           | 2015年2月1日   | 指導獎                    | 羅柏·艾格斯                                            | 獲獎           | [ 43 ]         |
| 圣丹斯电影节           | 2015年2月1日   | 評審團大獎                | 羅柏·艾格斯                                            | 提名           | [ 43 ]         |
| 多伦多影评人协会       | 2016年12月11日 | 最佳特色                  | 女巫                                                   | 獲獎           | [ 44 ]         |
| 华盛顿特区影评人协会   | 2016年12月5日  | 最佳新人                  | 安雅·泰勒-喬伊                                         | 提名           | [ 45 ]         |
| 华盛顿特区影评人协会   | 2016年12月5日  | 最佳藝術指導              | 克雷格·拉思羅普                                        | 提名           | [ 45 ]         |

## 外部連結
- 官方网站
- 互联网电影数据库（IMDb）上《女巫》的资料（英文）
- 爛番茄上《女巫》的資料（英文）
- Metacritic上《女巫》的資料（英文）